# Oligovonones brunneus
Oligovonones brunneus is een hooiwagen uit de familie Cosmetidae.